# Фронтове (Керченський район)
Фронтове́ (до 1948 — Кой-Аса́н, крим. Qoy Asan) — село Керченського району Автономної Республіки Крим.

## Археологія
Поблизу Фронтового виявлено:
- стоянку кукрецької культури пізньої середньокам'яної доби[1],
- залишки двох скіфських поселень, могильника V—IV ст. до Р. Х.,
- сарматського могильника,
- поселення VIII—X ст.[2]